# Aclerda subterranea
Aclerda subterranea är en insektsart som beskrevs av Victor Antoine Signoret 1874. Aclerda subterranea ingår i släktet Aclerda och familjen Aclerdidae. Inga underarter finns listade i Catalogue of Life.